# Zeadmete pergradata
Zeadmete pergradata is een slakkensoort uit de familie van de Cancellariidae. De wetenschappelijke naam van de soort is voor het eerst geldig gepubliceerd in 1904 door Verco.